# Leorza
Leorza (oficialmente Leorza/Elortza) es una localidad del concejo de Real Valle de Laminoria, que está situado en el municipio de Arraya-Maestu, en la provincia de Álava. 

## Toponimia
En el año 1025 en la Reja de San Millán, consta como Elhorzahea.Otras denominaciones que ha tenido son Elhorzaha (1129), Leorza, Elorza (1456), Elorça (1551), Elorzaya (1701), Leorza - Elortza (1986).

## Historia
Hacia mediados del siglo XIX, el lugar, por entonces perteneciente al ayuntamiento de Laminoria, tenía contabilizada una población de 46 habitantes. Aparece descrito en el décimo volumen del Diccionario geográfico-estadístico-histórico de España y sus posesiones de Ultramar de Pascual Madoz con las siguientes palabras:

LEORZA: l. del ayunt. de Laminoria, prov. de Alava (á Vitoria 4 leg.), part. jud. de Salvatierra (2 1/2), c. g. de las Provincias Vascongadas, aud. terr. de Burgos (24), dióc. de Calahorra (12): sit. en llano á la izq. del brazo principal del r. Ega; disfruta de clima templado y saludable. Tiene 11 casas, igl. parr. (Sta. Eufemia), servida por un cura con título perpetuo, y un sacristan de nombramiento del cura; y varias fuentes para surtido del vecindario. El térm. confina N. Cicujano; E. Arenaza; S. Maestu, y O. Virgala Menor. El terreno es generalmente de mala calidad; le cruza el r. Ega; hay una del. caminos: locales. El correo se recibe de Vitoria. prod. trigo y demas granos; cria ganado lanar y vacuno, caza de liebres y palomas, y pesca de truchas, anguilas, loinas y chipas. ind. 1 molino harinero y conduccino de carbon y pan á Vitoria. pobl.: 8 vec., 46 alm. riqueza con su ayunt. (V.). Este pueblo tiene con otros comunidad de pastos en el monte Arboro y sierra de Laminoria.
(Madoz, 1847, p. 198)

En 2022, tenía empadronados veintiún habitantes.

## Demografía
| Gráfica de evolución demográfica de Leorza entre 2000 y 2022 |
|                                                              |
| Población de derecho según los censos de población del INE.  |

## Cultura

### Patrimonio material
- Iglesia de Santa Eufemia.[6][7]
- Fuente-abrevadero-lavadero.[8]
- Cementerio.
- Antiguamente junto a la iglesia había un juego de bolos,[9] y un juego de pelota,[10] desaparecidos.
- Fábrica de Asfaltos Naturales de Leorza.[11]
- Molino que fue más tarde reconvertido en fábrica de asfaltos.[12]
- Túnel de Leorza-Cicujano del Camino Natural Vía Verde del Ferrocarril Vasco-Navarro.[13]

### Patrimonio inmaterial
Las fiestas se celebran el 16 de septiembre por Santa Eufemia.